# Estornell de Fischer
L'estornell de Fischer (Lamprotornis fischeri) és una espècie d'ocell de la família dels estúrnids (Sturnidae). Habita les sabanes i matollars secs de Kenya, Tanzània, sud d'Etiòpia i Somàlia. El seu estat de conservació es considera de risc mínim.
El nom específic de Fischer fa referència a L'explorador alemany Gustav Adolf Fischer (1848-1886).